# Prosevania carinifrons
Prosevania carinifrons är en stekelart som först beskrevs av Cameron 1886.  Prosevania carinifrons ingår i släktet Prosevania och familjen hungersteklar. Inga underarter finns listade i Catalogue of Life.